# 任務
| ウィキペディアには「任務」という見出しの百科事典記事はありません（タイトルに「任務」を含むページの一覧/「任務」で始まるページの一覧）。 代わりにウィクショナリーのページ「任務」が役に立つかもしれません。 |